# Ahlen
Ahlen is een stad en gemeente in de Duitse deelstaat Noordrijn-Westfalen, gelegen in de Kreis Warendorf. De gemeente telt 52.635 inwoners (31 december 2020) op een oppervlakte van 123,13 km².

## Delen van Ahlen

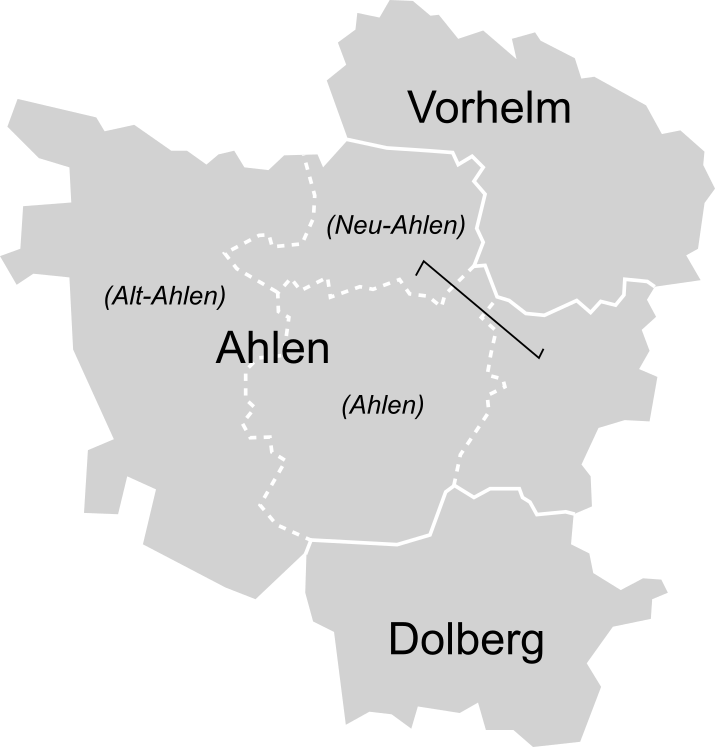
Stadsdelen van Ahlen
Wapen der v.m. gemeente Dolberg
Wapen der v.m. gemeente Vorhelm

- Stad Ahlen (Kernstadt) met Borbein, Brockhausen, Ester, Halene, Oestrich en Rosendahl; voorheen bestaande uit de drie gemeentes Ahlen, Alt-Ahlen en Neu-Ahlen
- Dolberg,  aan de noordoever van de Lippe
- Vorhelm, inclusief o.a. :
  - Tönnishäuschen (500 inw.), genoemd naar de aan Sint-Antonius van Egypte gewijde, 18e-eeuwse bedevaartkapel

## Bevolkingscijfers
Peildatum: 31 december 2019.
- Ahlen- stad: 45.521
- Dolberg 3.506
- Vorhelm 4.042
- Diverse gehuchten 1.171

Totaal bevolking in engere zin: 53.970
Tweede-woningbezitters: 2.163
Totaal generaal: 56.133.

## Ligging, infrastructuur
Ahlen ligt ten zuidoosten van Münster op de zuidoostelijke grens van het Münsterland met het Ruhrgebied, dat zuidwestelijk van buurstad Hamm begint, en het dal van de Lippe en de Soester Börde in zuidoostelijke richting.

### Buurgemeentes
- In het noordwesten: Sendenhorst, 13 km
- In het noordoosten: Ennigerloh, 14 km
- In het oosten: Beckum, afhankelijk van de gekozen route 12-14 km
- In het zuidoosten: gemeente Lippetal, 8 km zuidwaarts naar Kasteel Haus Haaren en dan linksaf op de regionale weg naar Lippborg, 10 km oostwaarts
- In het zuiden en zuidwesten: Hamm, 8 km zuidwaarts naar Kasteel Haus Haaren en dan rechtsaf de Bundesstraße 61 op (8 km westwaarts)
- In het west-noordwesten: Drensteinfurt, over de B 58, 14 km.

### Wegverkeer
Afrit 20 van de Autobahn A2 (Ruhrgebied - Bielefeld) ligt, wanneer men over de Bundesstraße 58 rijdt, circa 11 km ten oosten van Ahlen.
Volgt men de B58 westwaarts, dan komt men in achtereenvolgens Drensteinfurt, Lüdinghausen en Haltern am See.
De Bundesstraße 61 loopt van Rheda-Wiedenbrück in westelijke richting door Beckum naar Hamm.
De Bundesstraße 475 loopt van Warendorf zuidwaarts langs Ennigerloh, Neubeckum (dat slechts 12 km ten oosten van Ahlen ligt) en de bovengenoemde Autobahnafrit naar Beckum, en verder zuidelijk naar Lippborg, gem. Lippetal en Soest (Duitsland).
Een andere doorgaande weg loopt via Sendenhorst naar Münster, dat 41 km ten noordwesten van Beckum ligt.

### Openbaar vervoer

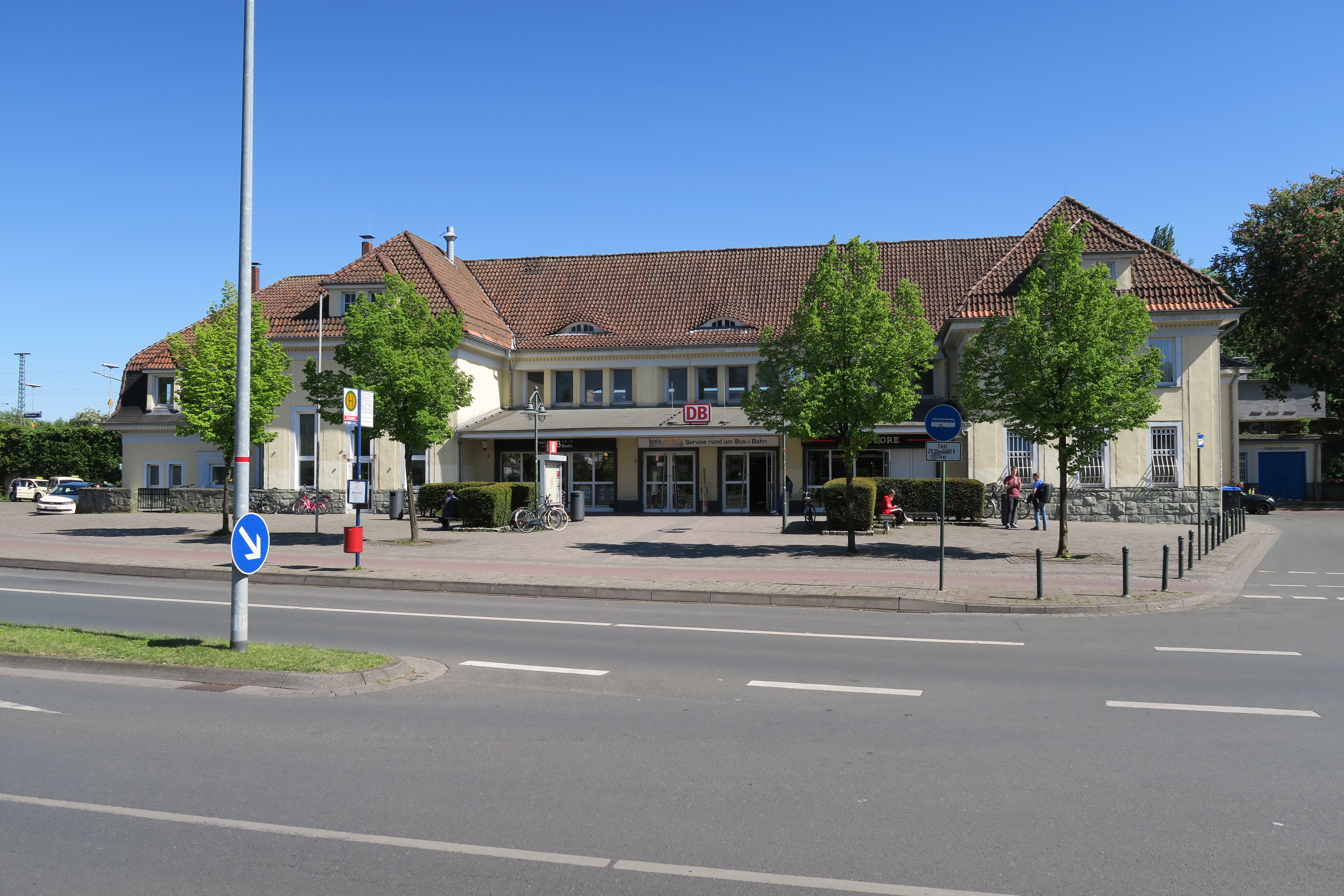
Station

Treinstation Ahlen ligt aan de spoorlijn van Hamm naar Rheda-Wiedenbrück en Bielefeld.
Busverkeer is beperkt tot een frequente verbinding met Münster en 6 lokale spits- en schoolbusdiensten.

### Waterwegen
Door Ahlen stroomt de Werse, een 66,6 km lang zijriviertje van de Eems, dat ten zuiden van Beckum ontspringt. De Werse wordt allen bevaren door kano's en andere kleine pleziervaartuigen. De Werse is zeer visrijk, en vele inwoners van Ahlen gaan er regelmatig hengelen. In het verleden, tot circa 1960, zorgden voorjaarsoverstromingen van de Werse regelmatig voor overlast en schade.

## Economie
De drie grootste ondernemingen van de stad zijn een fabriek van badkuipen en aanverwante artikelen, waar 600 mensen werken, het hoofdkantoor (600 werknemers) van een (van de verkoopstrategie Multi-level marketing gebruik makend) bedrijf in cosmetica e.a. lichaamsverzorgingsproducten, en een fabriek van metalen auto-onderdelen, waar 2.300 mensen een werkkring hebben.
Op het terrein van de voormalige kolenmijn Zeche Westfalen zijn kantoren van bedrijven op het gebied van moderne informatica-technologie gevestigd.
Ten zuidwesten van de stad ligt sinds 1959 een grote kazerne van de Bundeswehr. Ahlen heeft drie kleine ziekenhuizen, waaronder een psychiatrische kliniek voor ouderen.

## Geschiedenis
Ahlen en omgeving waren reeds aan het eind van de 7e eeuw bewoond. Ahlen ontstond op de plek, waar een belangrijke noord-zuid lopende handelsweg Bremen-Vlaanderen de Werse in een voorde kruiste, en uitkwam op twee andere wegen. Hier liet de bisschop van Münster al spoedig een kasteeltje bouwen, dat door een van zijn leenmannen bewoond werd.  De eerste St.-Pancratiuskerk te Vorhelm, een dorp aan de kruising tussen de Westfaalse hellweg en genoemde noord-zuid-handelsroute , dateerde van 1193. Ook Dolberg werd in dat jaar voor het eerst in een document vermeld. Ahlen groeide vanaf de late 12e eeuw uit tot een handelsnederzetting, en kreeg in 1271 een stadsommuring. Tussen 1214 en 1241 kreeg Ahlen marktrecht en andere privileges, die tezamen als stadsrecht kunnen worden beschouwd. Niet lang daarna werd Ahlen een Hanzestad. De Zwarte Dood van de 14e eeuw maakte aan Ahlens bloeiperiode een einde. In de 16e en 17e eeuw vonden te Ahlen circa 20 heksenprocessen plaats; alle  van hekserij beschuldigden stierven een afschuwelijke dood.
Alle plaatsen in de huidige gemeente hadden tussen 1483 en 1744 veel te lijden onder oorlogen, o.a. de Dertigjarige Oorlog (1618-1648), branden, pest- en lepra-epidemieën, enz. Bij de stadsbrand van 1744 gingen bijna alle oude vakwerkhuizen verloren. Bij een volkstelling in 1803 werden 1.854 inwoners geteld. Na de Napoleontische tijd kwam Ahlen aan het koninkrijk Pruisen en vanaf 1871 aan het Duitse Keizerrijk.
In 1847 kreeg Ahlen aansluiting op de spoorlijn van Keulen naar Minden. Dit was het begin van industrialisatie, economisch herstel en bevolkingsgroei. Vanaf 1880 werd er in een plaatselijke mijn tien jaar lang een waardevolle strontiumverbinding gedolven. Daarna ontstond een veelzijdige metaalverwerkende industrie. Een specialiteit was de productie van geëmailleerde metalen borden, kannen e.d.. Nog steeds worden in Ahlen geëmailleerde stalen badkuipen geproduceerd.  Van 1909 tot 2000 werd bij Ahlen in de kolenmijn Zeche Westfalen steenkool gedolven. De terreinen van de voormalige mijn zijn deels industrieterrein gebleven, en deels evenemententerrein geworden. Enkele kantoorgebouwen van de mijn worden als congrescentrum of als kantoor voor ondernemingen op IT-gebied  gebruikt. Veel mijnwerkers immigreerden uit andere delen van Duitsland, en velen ook uit Polen. De betaling en arbeidsomstandigheden lieten te wensen over, wat in de jaren 1920 tot stakingen en stemmenwinst voor de KPD leidde.
Zoals overal elders in Duitsland, werden ook in Ahlen bijna alle joden vanaf de Kristallnacht (november 1938) tot 1944 vervolgd en omgebracht.
Het voormalige  Klooster St. Michaël (tegenwoordig: Bisschoppelijk Gymnasium) te Ahlen werd in 1942 door de nazi's tot lazaret voor het Duitse leger bestemd. Tegen het einde van de Tweede Wereldoorlog, in 1944 en 1945 werd de stad enige malen zwaar gebombardeerd, met name de buurten rond de kolenmijn en het station. Daarbij vielen honderden doden. Op 31 maart 1945 werd de stad zonder strijd aan de geallieerden overgegeven.
In maart 1947 vond in het voormalige  Klooster St. Michaël een van de belangrijke oprichtingscongressen van de politieke partij CDU plaats. Tussen 1945 en 1950 had Ahlen met grote sociale problemen te maken door immigratie van vele duizenden Heimatvertriebene, die vaak in conflict raakten met gewezen dwangarbeiders uit de nazi-werkkampen, die noodgedwongen jarenlang in en om Ahlen gehuisvest bleven.
Bij gemeentelijke herindelingen aan het begin van respectievelijk 1969 en  1975 kwamen de voormalige gemeenten Dolberg en Vorhelm aan Ahlen.

## Bezienswaardigheden
- De uit 1440 daterende, na verwoestingen in o.a. de Wederdopers-episode in 1565 herbouwde, St. Bartholomeüskerk is een gotische driebeukige hallenkerk met bezienswaardig interieur. De westelijke der beide torens dateert van 1819, nadat de oude Westertoren was ingestort.
- De rond 1904 gebouwde Mariakerk bevat enige muurfragmenten van een vorige op deze plaats gebouwde kerk. In het interieur een zgn. pestkruis afkomstig uit het niet meer bestaande Mariaklooster, een fraai Madonnabeeld in stralenkrans en nog talrijke andere uit oudere kerken en kloosters afkomstige liturgische voorwerpen, die uit de 15e-18e eeuw dateren.  De welluidende kerkklokken zijn, op één oudere klok na,  in 1991-1999 in de bekende klokkengieterij te Gescher gemaakt.
- Het Kunstmuseum, sedert 1996 gevestigd in een rond 1900 gebouwde fabrikantenvilla met modernere aanbouw, toont beeldende kunst uit de periode vanaf 1900, waaronder een schilderij  van Auguste Renoir en werk van Christian Rohlfs en Emil Nolde.
- Museum im Goldschmiedehaus, gevestigd in hetzelfde pand als een juwelierswinkel, met o.a. horloges e.d. vanaf 1565, en -ten dele van edele metalen gemaakte-, veelal religieuze, voorwerpen, die betrekking hebben op diverse wereldgodsdiensten (christendom, jodendom, islam, hindoeïsme, boeddhisme). Op afspraak rondleiding voor groepen, die uit 8 personen dienen te bestaan.
- Ahlen ligt aan enige toeristische fietsroutes.
- Kasteel Vorhelm, waarvan de geschiedenis tot ca. 1400 teruggaat, was eeuwenlang residentie van het geslacht Torck en in de[5]18e eeuw van het geslacht Droste zu Vischering, waaraan enige zeer belangrijke geestelijken en politici ontsproten. Het monumentale kasteel en de omgeving ervan zijn bewoond door een later gevestigde adellijke familie, en kunnen niet bezichtigd worden.
- De St. Lambertuskerk te Dolberg (1901; een eerder, uit rond 1400 daterend kerkje is grotendeels in deze nieuwe kerk ingebouwd)
- Het uit 1753 daterende St.-Antoniuskapelletje (Tönnishäuschen)

## Sport
Ahlen beschikt met het Wersestadion , dat naar het riviertje de Werse genoemd is, over een naar verhouding grote accommodatie voor de voetbalsport. Het stadion is voorzien van veldverwarming en heeft 3.000 zit- en 9.500 staanplaatsen.  De voetbalclub die er zijn thuiswedstrijden speelt heet Rot-Weiss Ahlen. Deze heeft het nooit verder gebracht dan enkele jaren in de Tweede Bundesliga.
Het in 1983 geopende Sportpark Nord is een groot atletiekstadion, waar vaak kampioenschappen (waaronder ook vaak het Duitse nationale kampioenschap) in de atletiek-meerkamp worden gehouden. Er zijn echter ook faciliteiten voor handbal, schieten en andere takken van sport aanwezig.

## Varia
Deze stad is niet te verwarren met de bijna gelijknamige Duitse stad Aalen in Baden-Württemberg.

## Partnergemeentes
- District Tempelhof-Schöneberg, Berlijn
- Teltow, Brandenburg
- Penzberg, Beieren
- Differdange, Groothertogdom Luxemburg

## Belangrijke personen in betrekking tot de gemeente

### Geboren
- Kaspar Max Freiherr Droste zu Vischering, ook: Caspar Max Droste zu Vischering, (* 9 juli 1770 in Vorhelm; † 3 augustus 1846 in Münster) was van 1826 tot 1846 bisschop van Münster. Hij richtte in 1832 te Münster een theologisch-filosofische academie op, een voorloopster van de Universiteit van Münster.[6]
- Friedrich Heitmann (1853), architect
- Ansgar Weymann (* 25 oktober 1945) Duits professor in de sociologie, met name de toegepaste sociologie; doceerde af en toe ook in Nederland, waaronder in 1978 enige tijd aan de Universiteit Utrecht.
- Wendelin Wiedeking (1952), ingenieur, ex-CEO van Porsche
- Curro Torres (1976), Spaans voetballer
- Lamya Kaddor (1978), Duits religiepedagoge, islamwetenschapper en auteur van Syrische afkomst
- Christian Süß (1985), tafeltennisspeler

### Overigen
- Marga Spiegel (21 juni 1912 - 11 maart 2014 te Münster, begraven te Ahlen), joods overlevende van de Holocaust, schrijfster; woonde vanaf 1937 te Ahlen; een deel van haar leven als onderduikster is in 2009 verfilmd (regisseur: Ludi Boeken) onder de titel Unter Bauern -Retter in der Nacht.
- Werner Fischer (* 13 januari 1930 in Freiburg im Breisgau), goudsmid, kunstverzamelaar en edelsteendeskundige, was belangrijk voor de totstandkoming van opleidingen voor het ambacht van goudsmid, ook in samenwerking met Israël, oprichter van het Museum im Goldschmiedehaus, in 1999 onderscheiden met het  Kruis van Verdienste of Bundesverdienstkreuz I. Klasse (officier in de  Orde van Verdienste van de Bondsrepubliek Duitsland).

## Afbeeldingen

St. Bartholomeüskerk, Ahlen
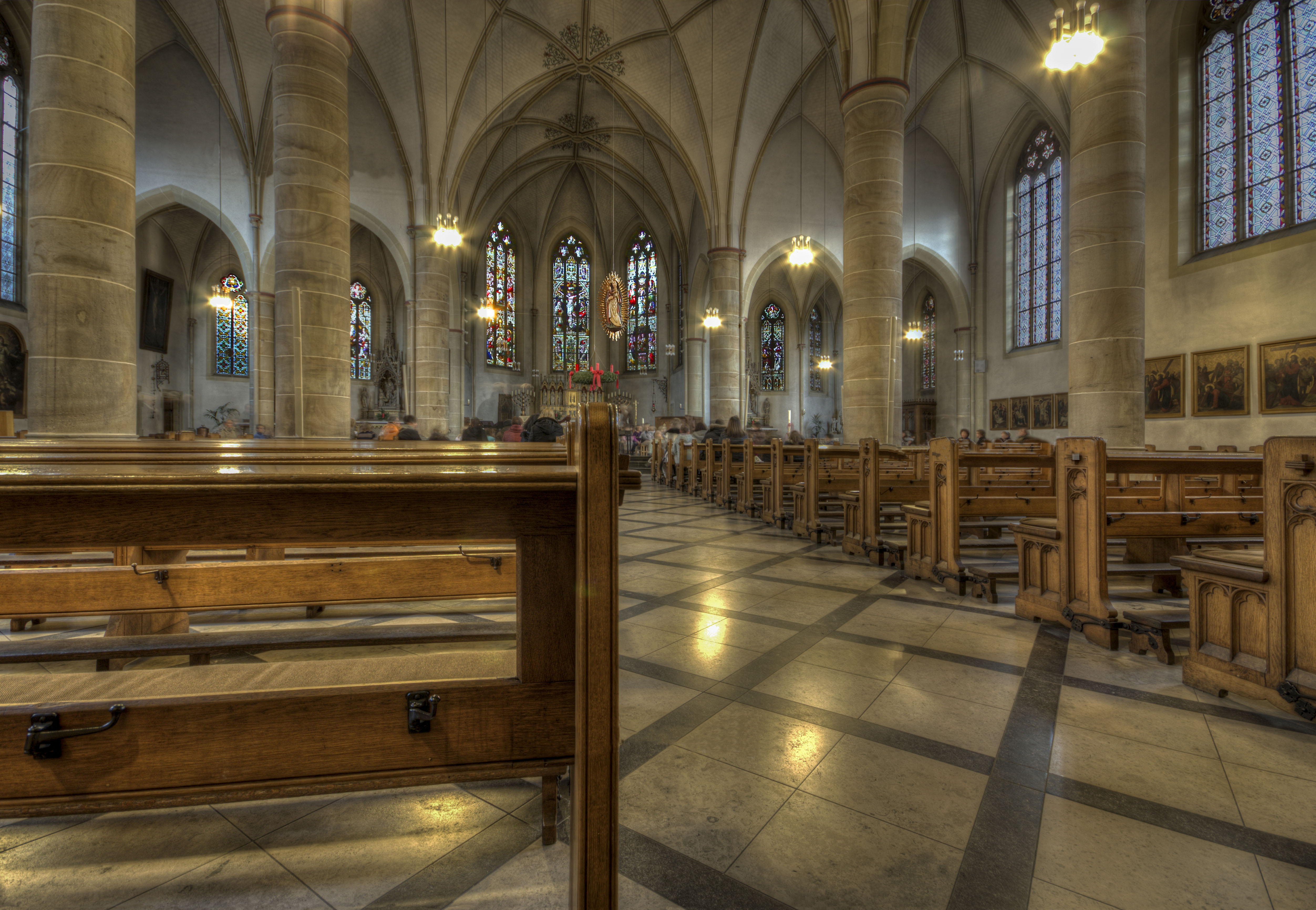
Interieur van deze kerk
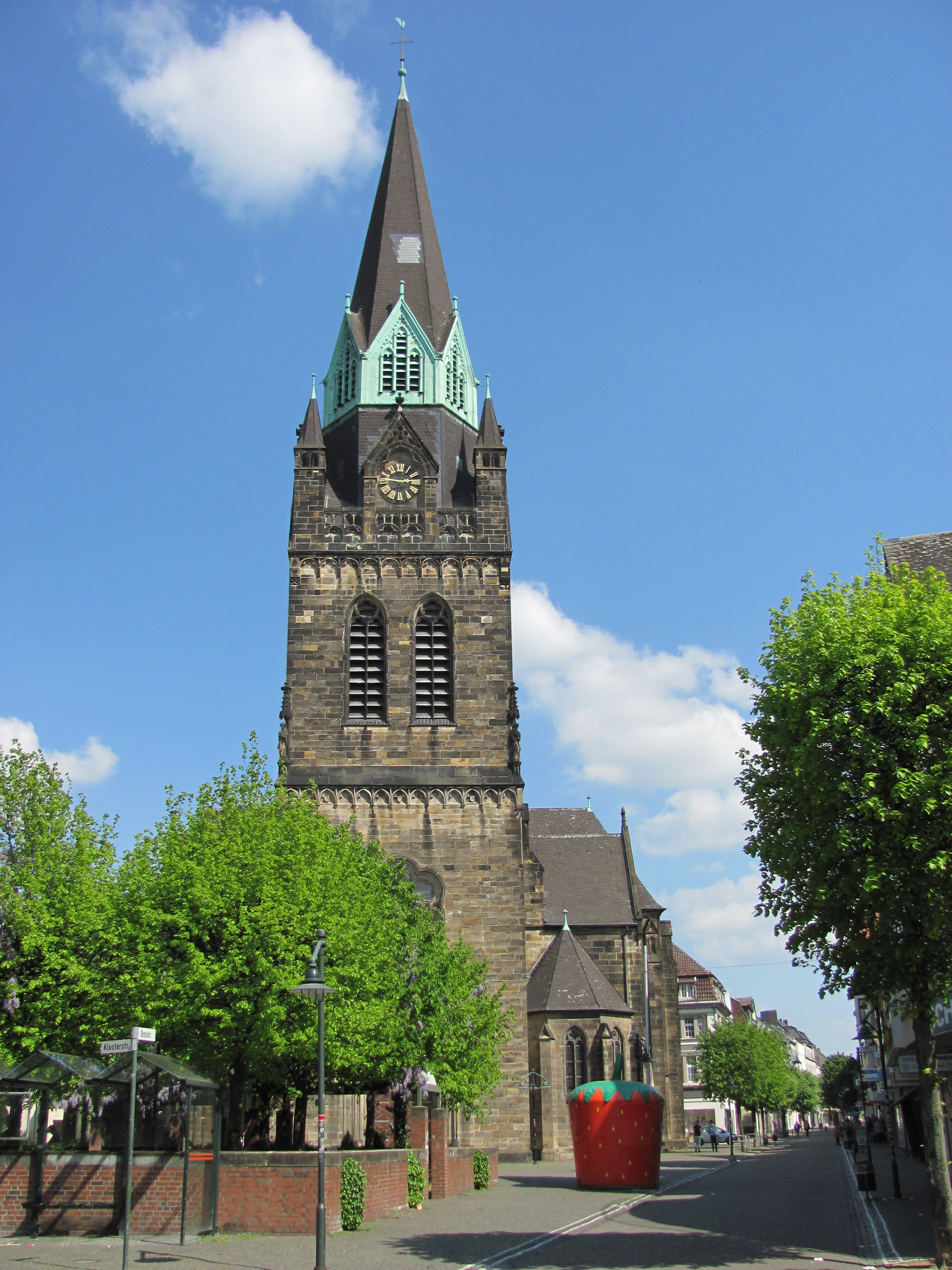
Mariakerk, Ahlen
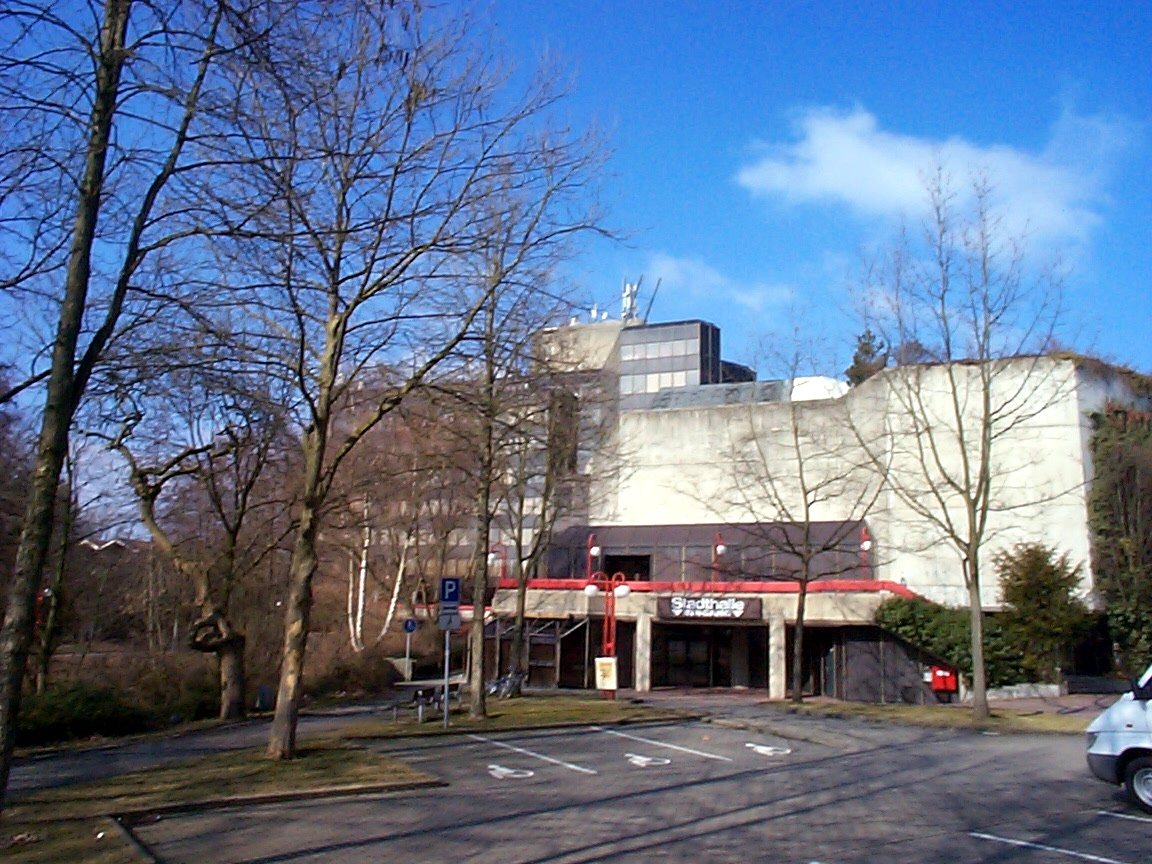
Gemeentehuis
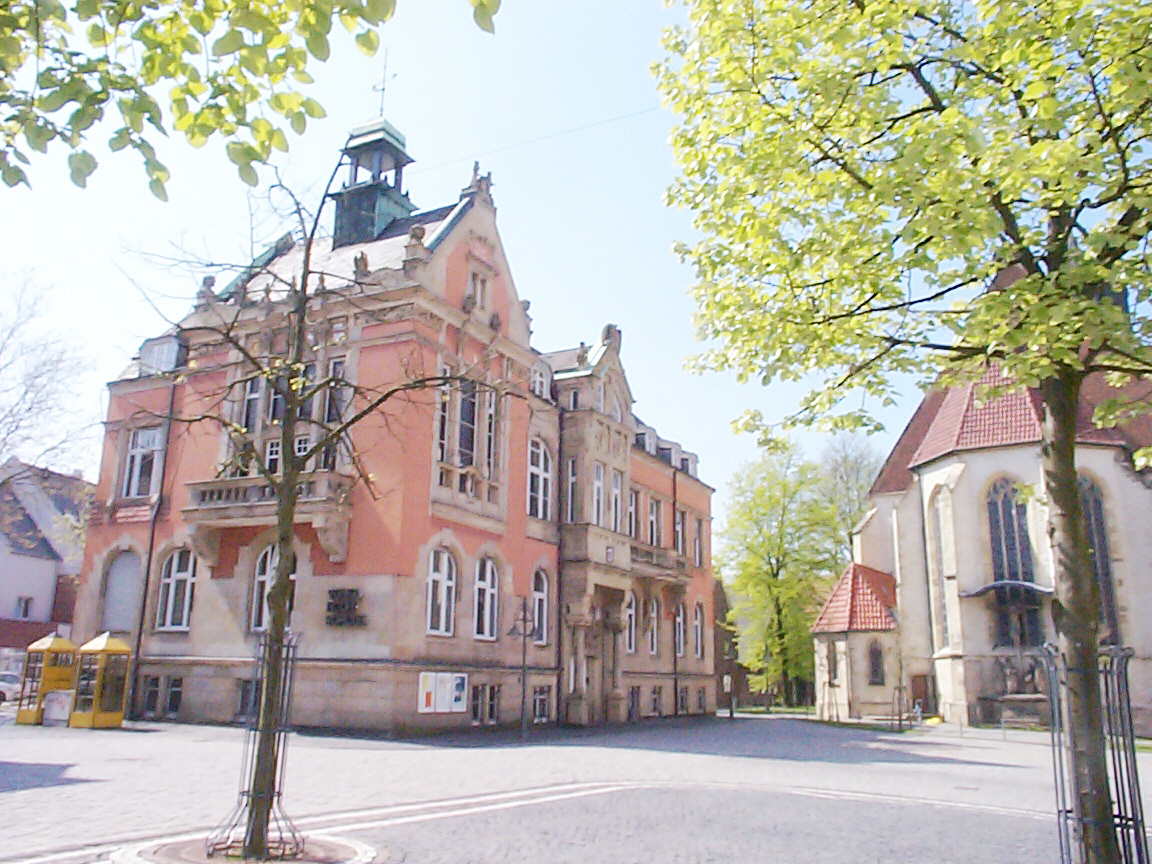
Oude Raadhuis (in gebruik als volkshogeschool)
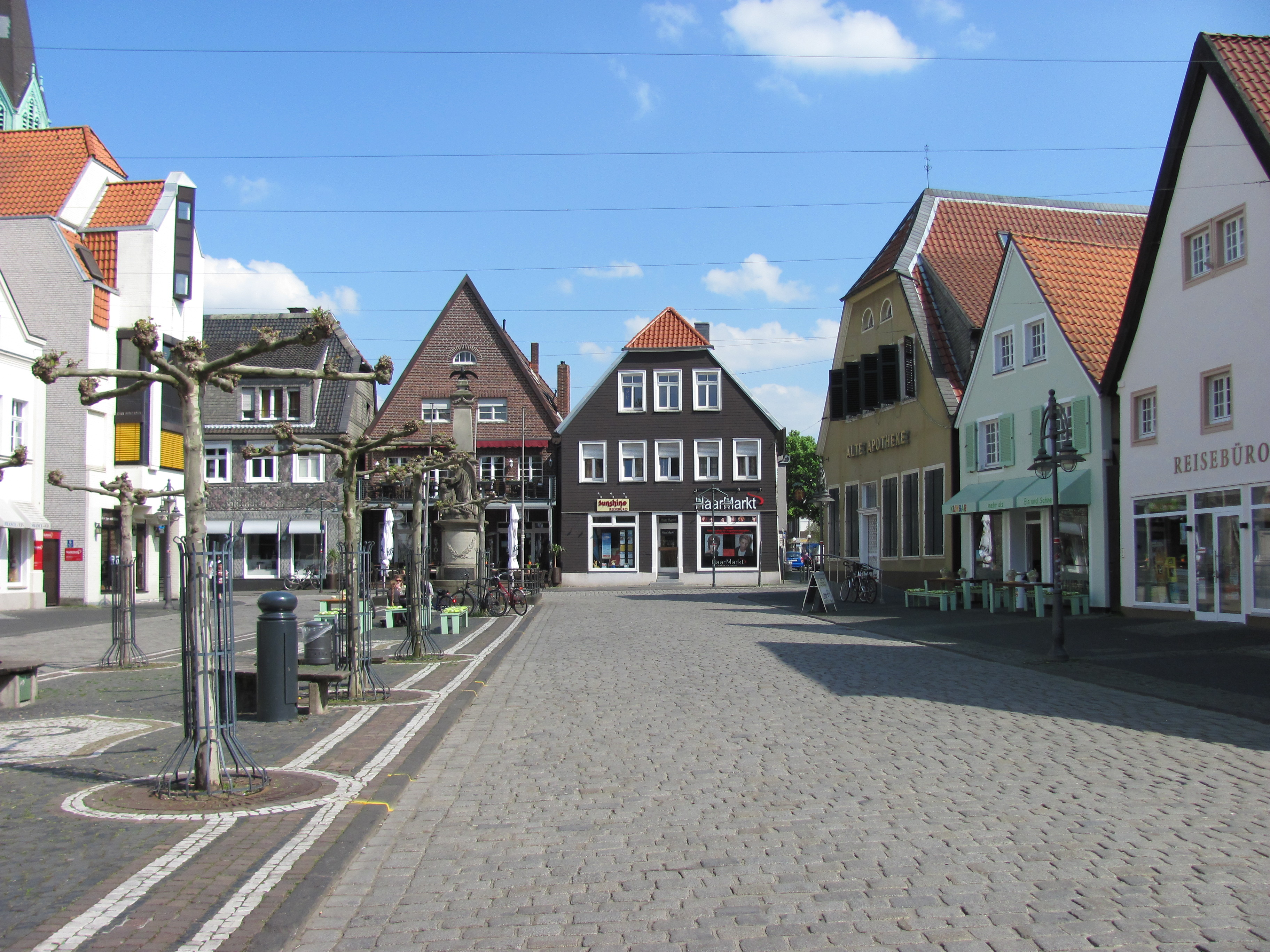
Markt
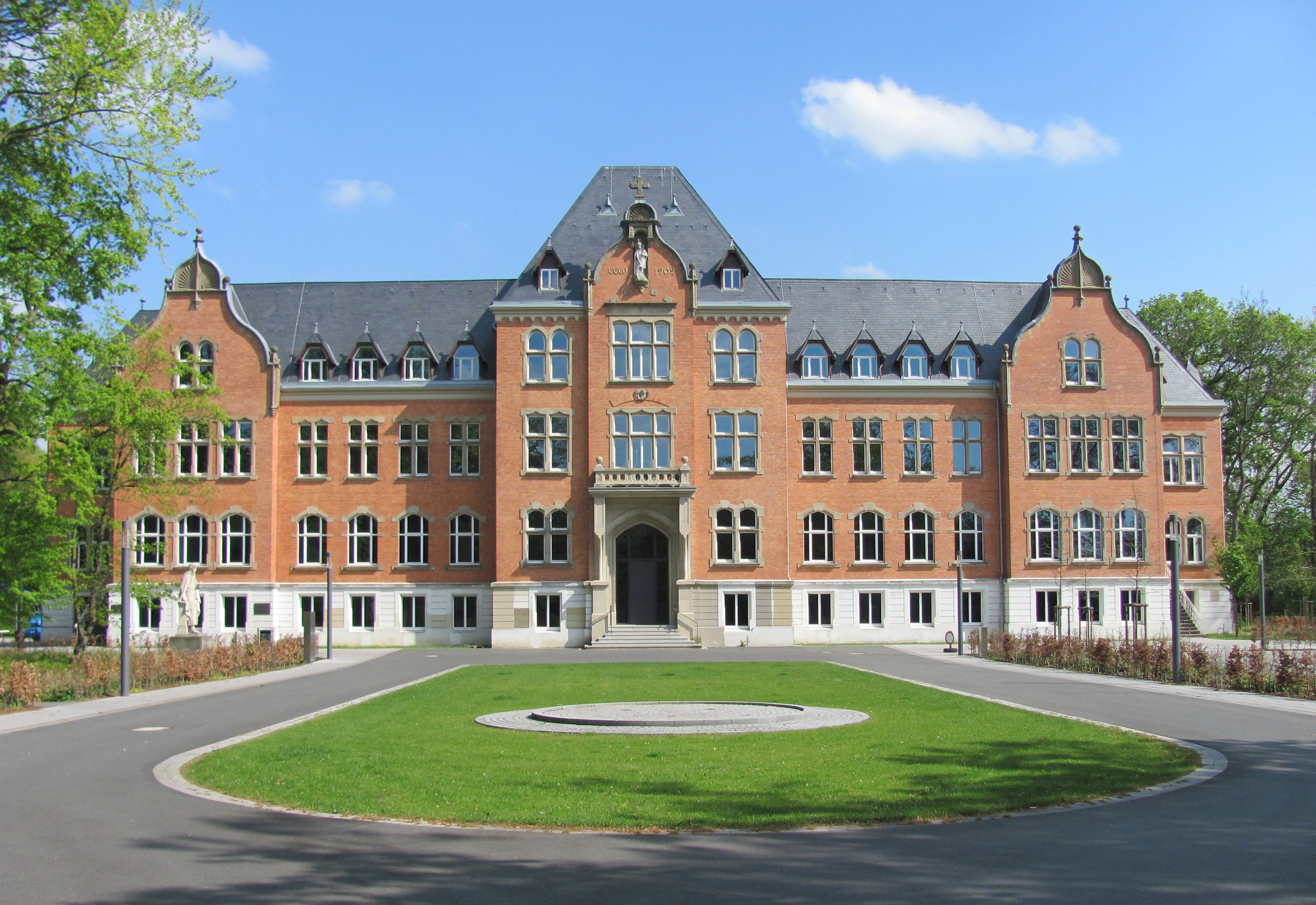
Gymnasium (voormalig St. Michaëlsklooster)
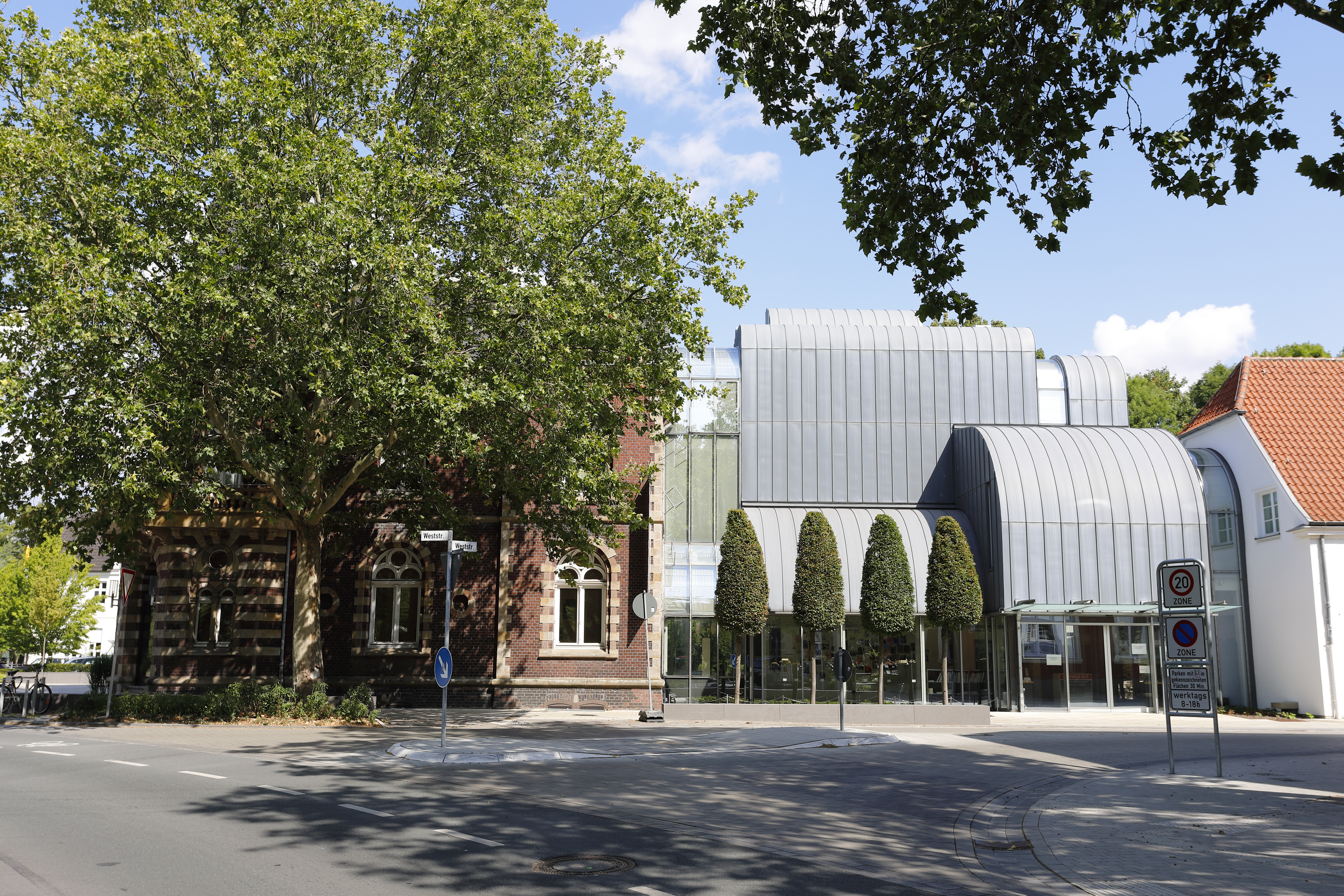
Kunstmuseum
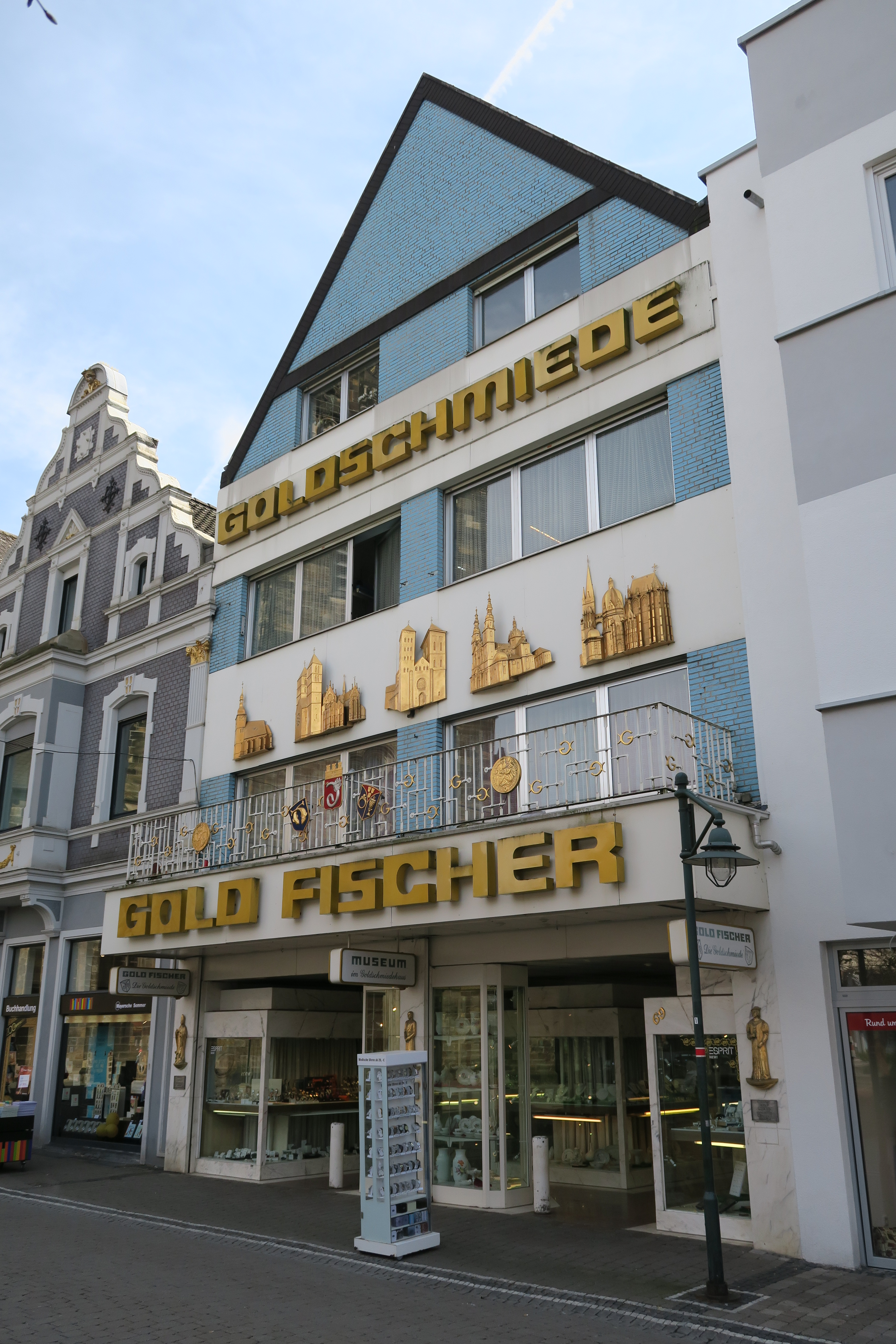
(Museum im) Goldschmiedehaus
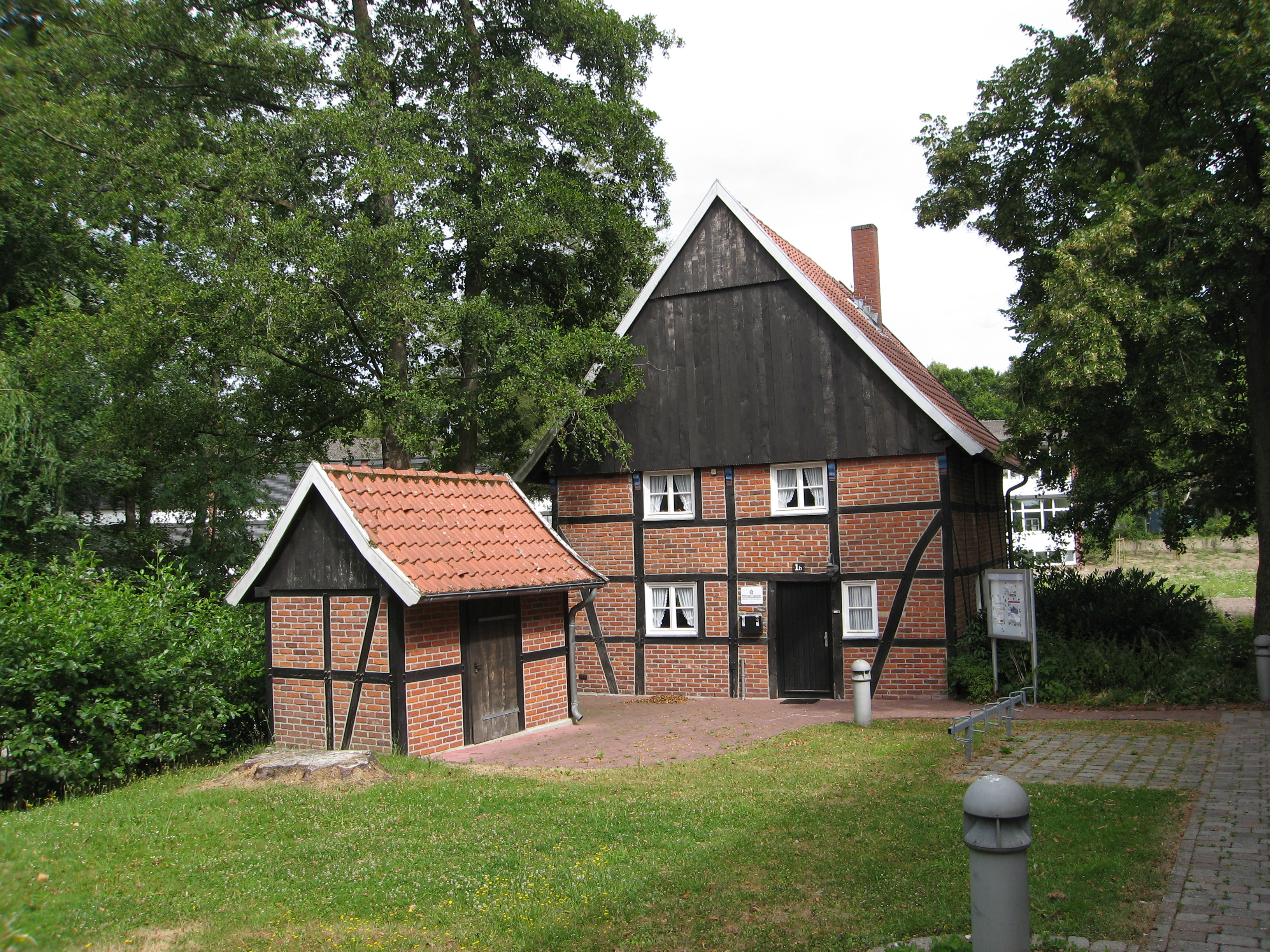
Boerderijtje Görlitzer Straße
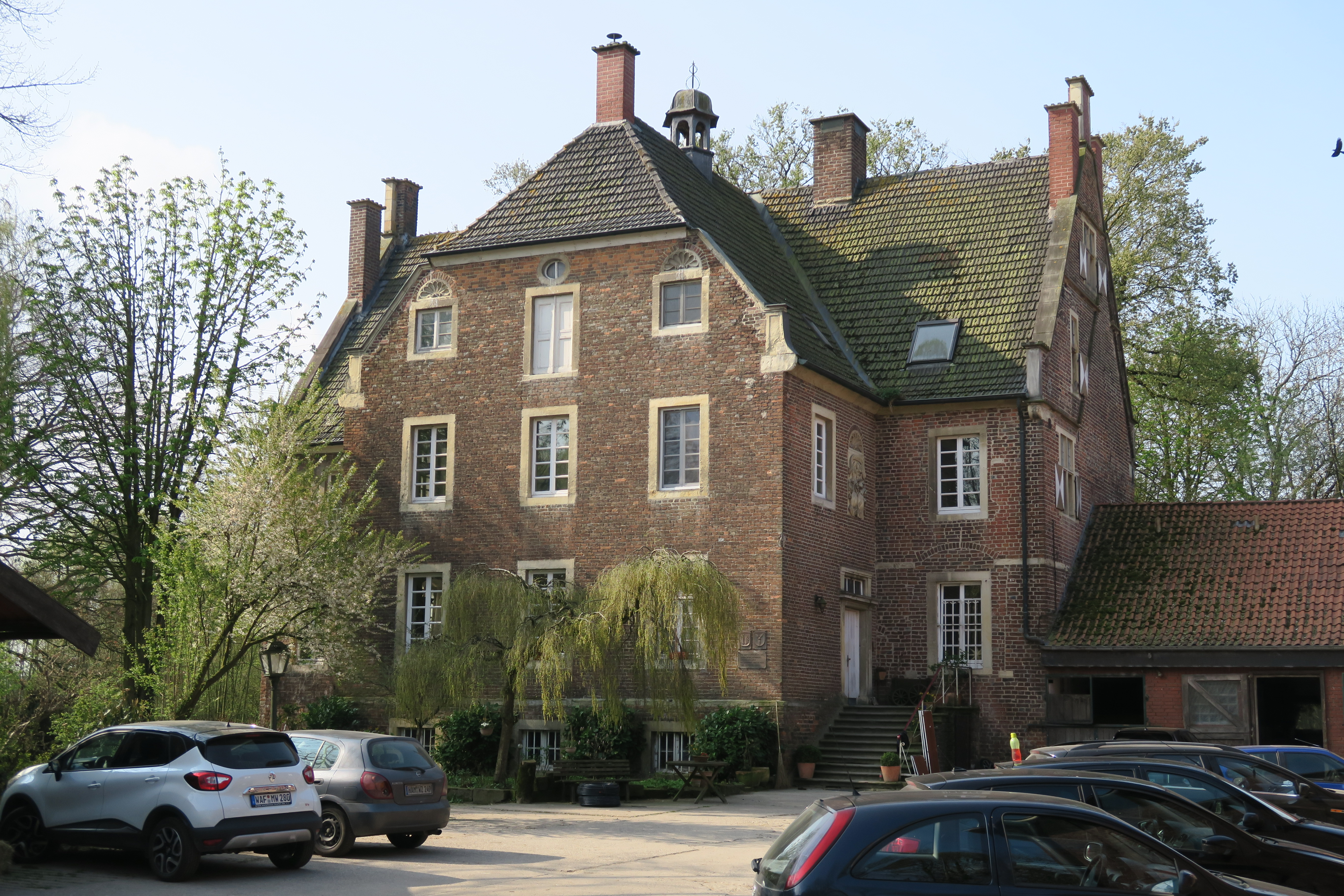
V.m. kasteel Haus Küchen
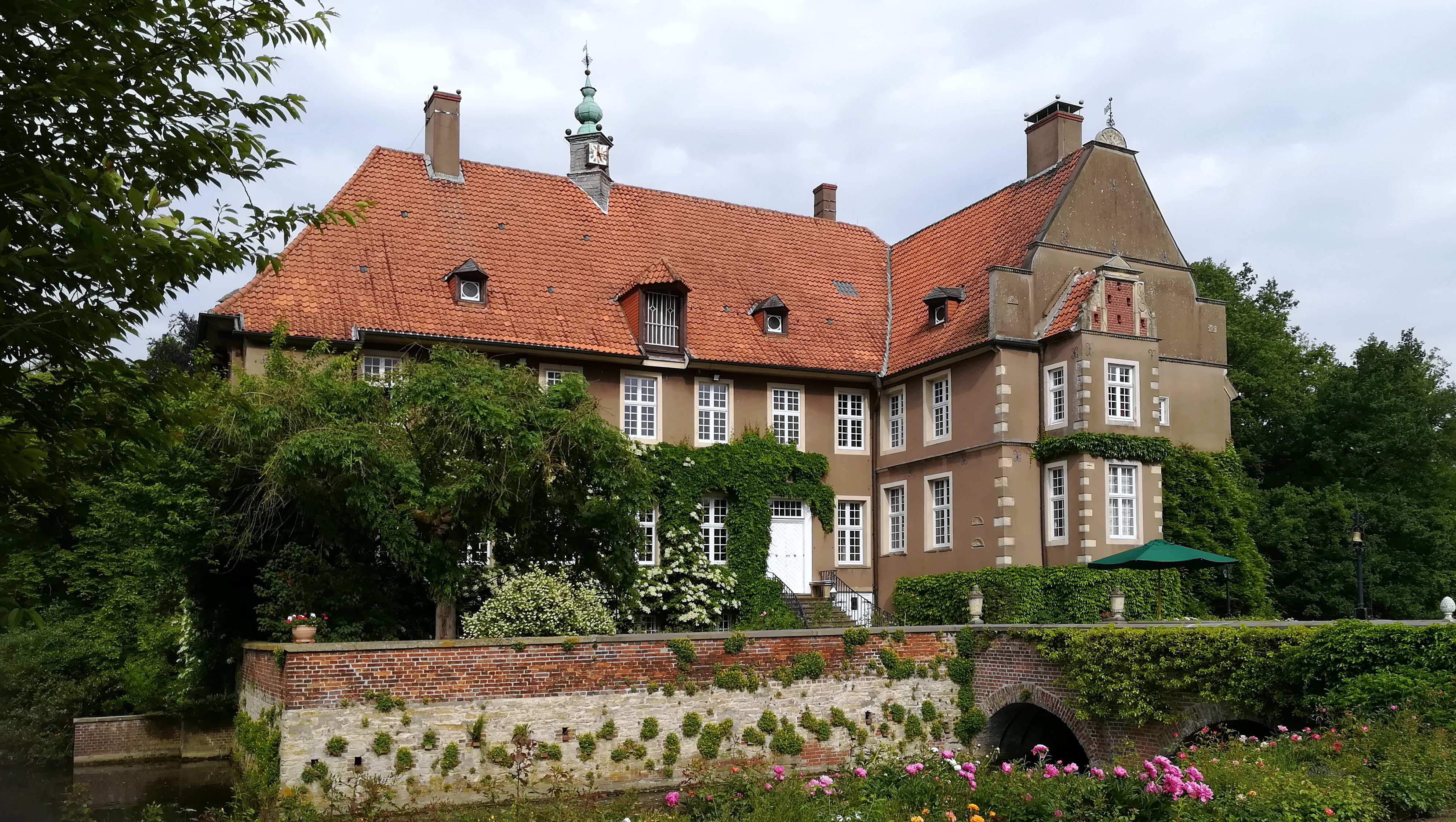
Kasteel Vorhelm
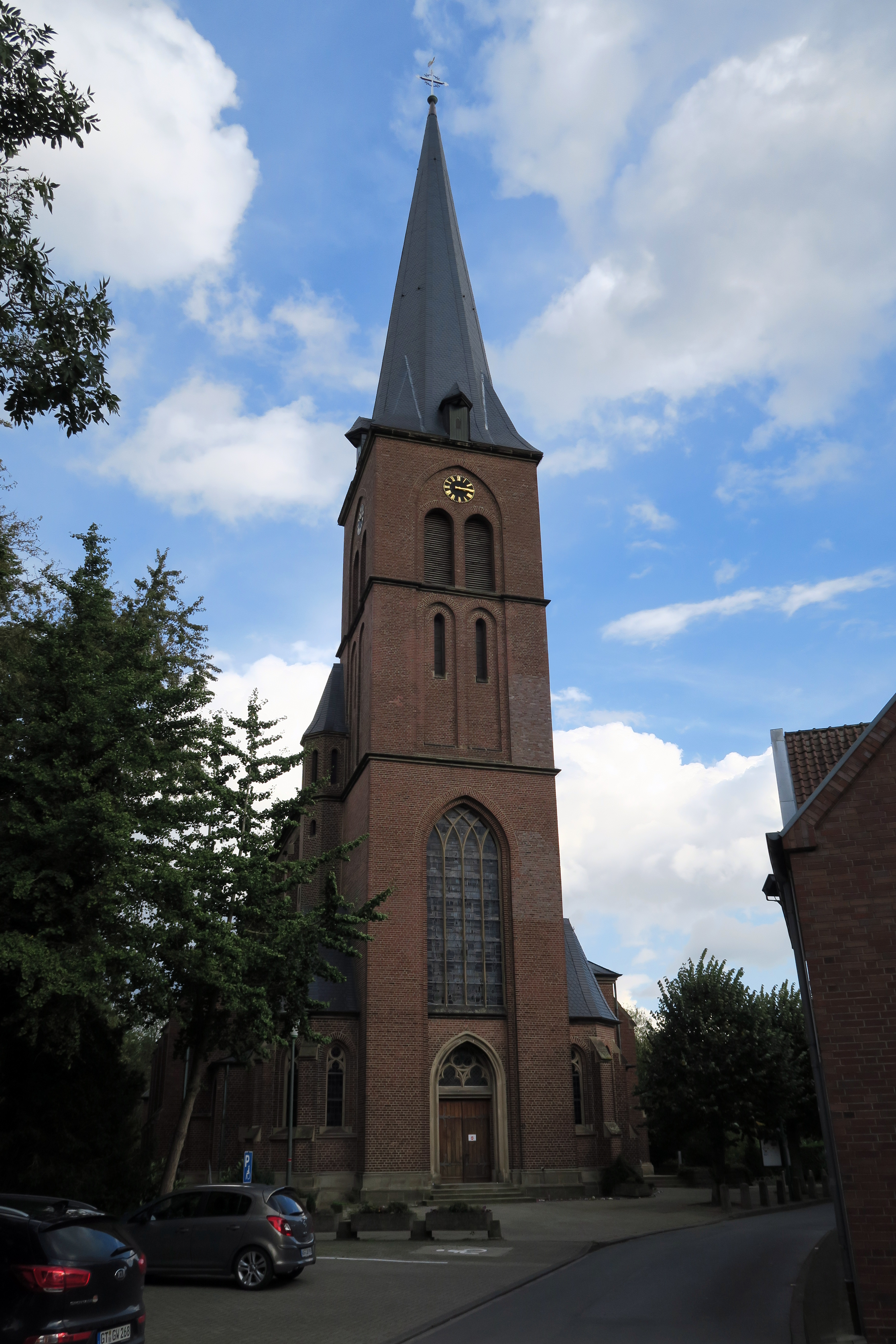
Vorhelm, St. Pancratiuskerk (1893)
St. Antoniuskapel Tönnishäuschen
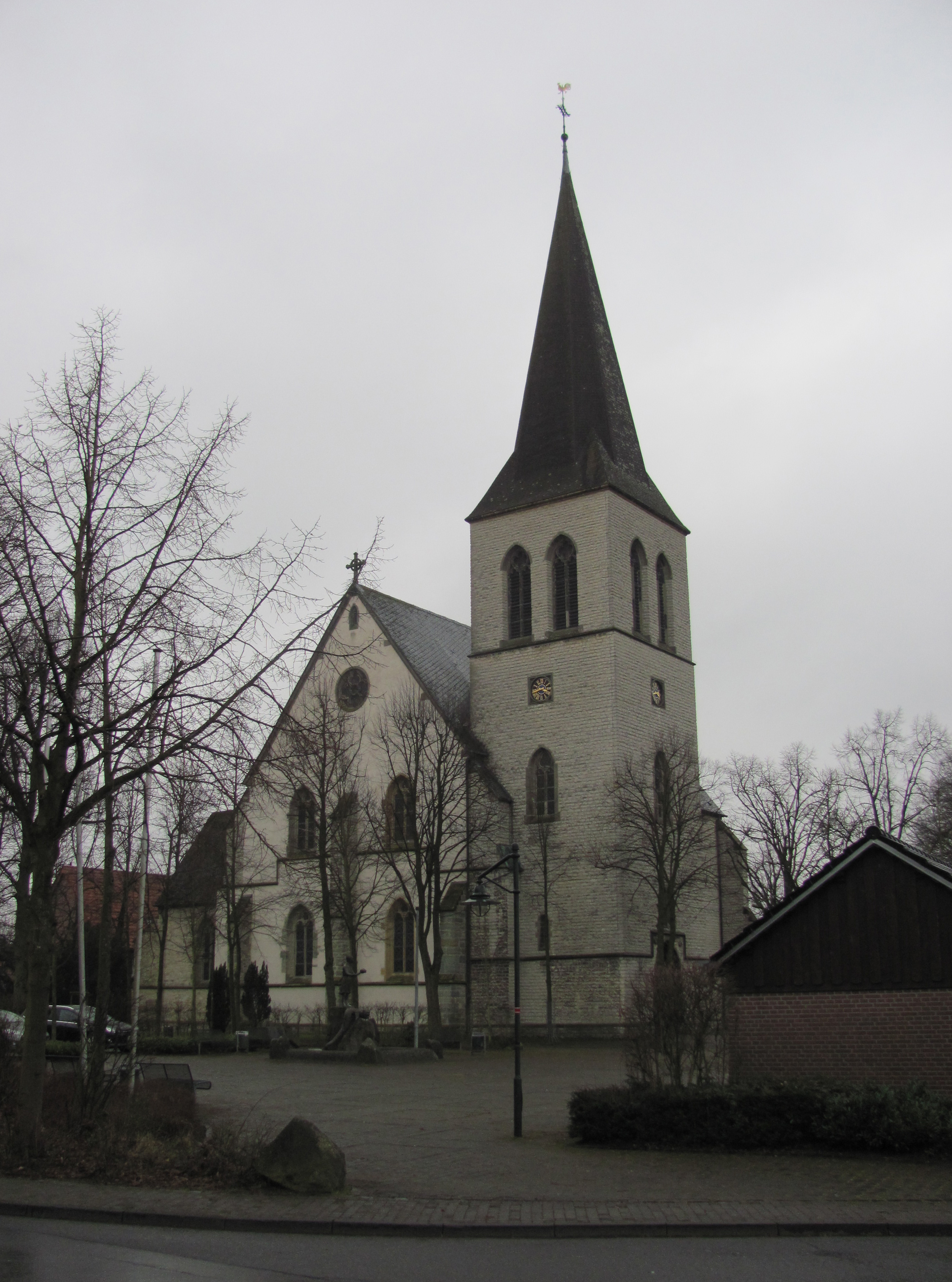
Lambertuskerk, Dolberg
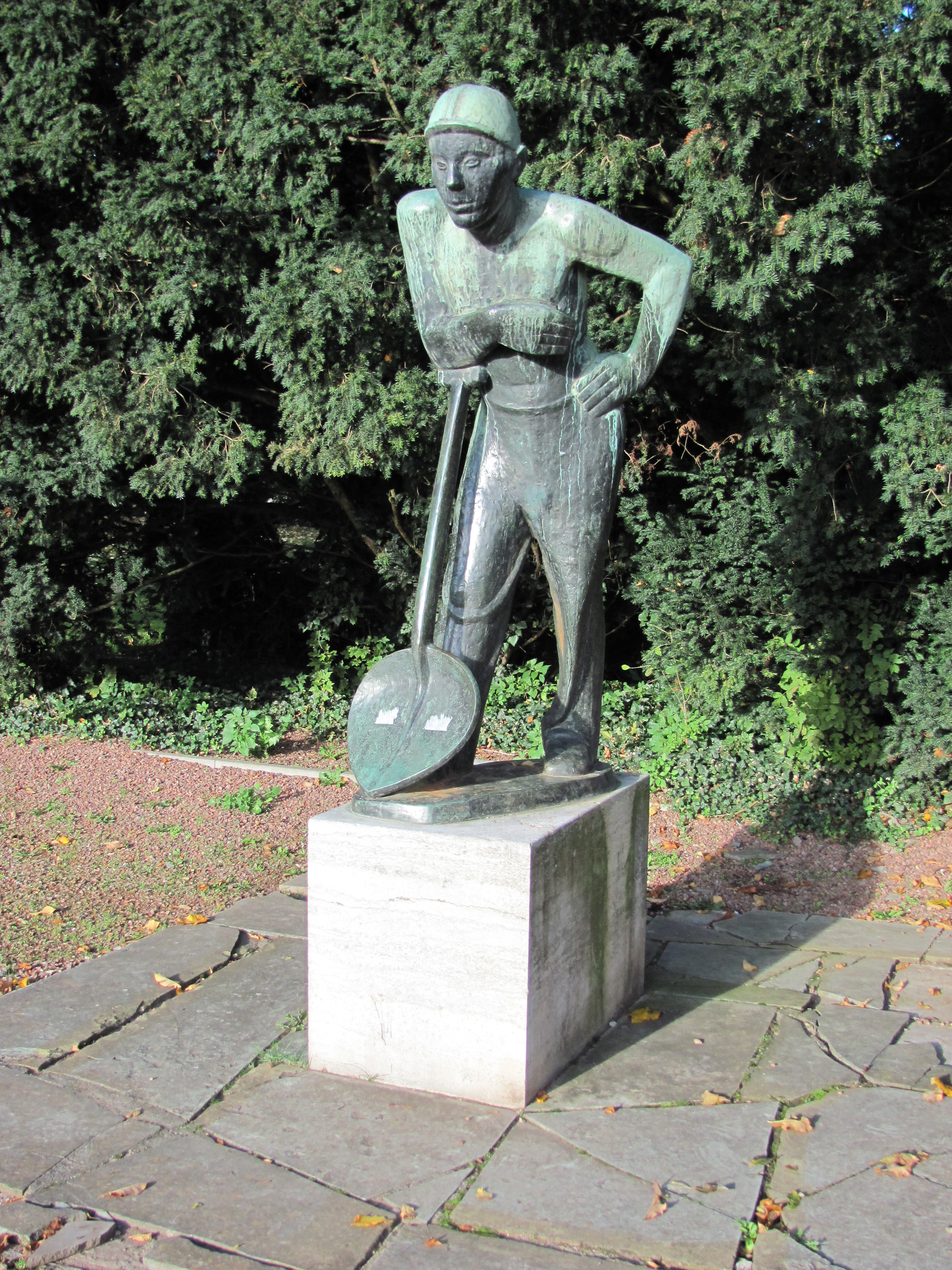
Standbeeld De mijnwerker, Sidney-Hindspark
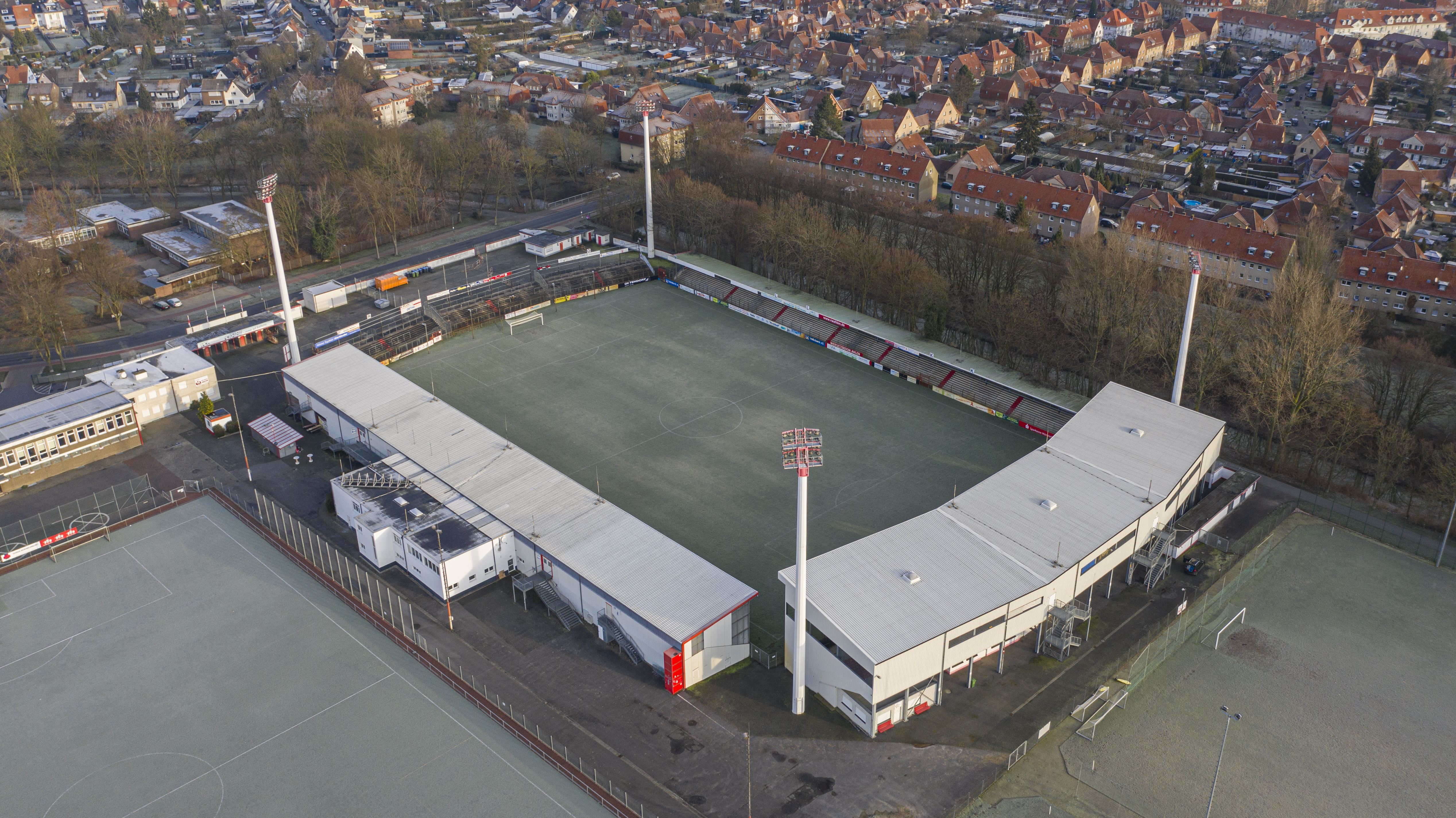
Wersestadion